# 쥴
쥴 랩스 주식회사(Juul Labs Inc.)는 미국의 액상형전자담배를 제조하고 판매하는 기업이다. PAX 랩스의 자회사 격으로 제임스 몬시스와 아담 보웬이 설립하였다. 기존 궐련 담배를 대체할 수 있는 전자담배를 개발하여 2015년 북미 시장에서 선풍적인 인기를 끈 바 있다. 기존 시장의 전자담배와는 달리 디자인이 깔끔한 편이며, 가벼운 무게 등으로 대한민국 등에서는 '전자담배계의 애플'이라는 별칭까지 얻었다.
북아메리카 전역과 유럽 일부 국가에 판매가 되고 있으며, 2019년 대한민국 진출을 시작으로 본격적으로 아시아 시장에 도전할 것이라는 관측이 나오고 있다.

## 역사
- 2015년 5월 22일: 스탠퍼드 대학교에서 디자인학을 전공하는 제임스 몬시스와 아담 보웬이 쥴 랩스를 설립하다.
- 2015년 6월 1일: PAX 랩스에서 쥴 랩스가 개발한 쥴 디바이스가 미국 시장에 소개되다.
- 2017년 7월: 쥴 랩스가 PAX 랩스의 자회사로 인수되다.

## 디바이스
쥴 랩스가 만든 전자담배의 이름은 회사의 명칭을 딴 JUUL(쥴)로, 편의상 쥴 디바이스라 칭한다. USB를 닮았다고 평가 받는 특유의 미려한 디자인과, 작은 크기로 소비자의 이목을 집중시켰다. 기존 액상형 전자담배와 비교해 기능은 매우 적은 수준이지만, 별도의 버튼이 없어 깔끔한 외관을 만들었다. 이를 통해 인기를 끌고 있다.

### 쥴 팟
쥴 팟은 쥴 디바이스 전용 교체형 카트리지로, 전자담배 액상이 담겨 있다.

## 같이 보기
- 전자담배
- PAX 랩스